# تمارا رادوتشاي
تمارا رادوتشاي (بالصربية: Тамара Радочај) مواليد 23 ديسمبر 1987 في فرشاتس، جمهورية يوغوسلافيا الاشتراكية الاتحادية، هي لاعبة كرة سلة صربية. بدأت مسيرتها الاحترافية في سنة 2004. وتحمل الرقم 4. مثلت منتخب بلادها. شاركت في دورة الألعاب الأولمبية الصيفية سنة 2016.

## سجل المنافسة
شاركت في المنافسات التالية:
- الألعاب الأولمبية الصيفية 2016
- كأس العالم لكرة السلة للسيدات 2014

## الميداليات
| الميدالية | المسابقة                       |
| --------- | ------------------------------ |
| برونزية   | الألعاب الأولمبية الصيفية 2016 |

## روابط خارجية
- تمارا رادوتشاي على موقع الاتحاد الدولي لكرة السلة (الإنجليزية)
- تمارا رادوتشاي على موقع كرة السلة الأوروبية.كوم (الإنجليزية)
- تمارا رادوتشاي على موقع بروبوليرز (الإنجليزية)
- تمارا رادوتشاي على موقع سبورتس رفرنس (الإنجليزية)
- تمارا رادوتشاي على موقع اللجنة الأولمبية الدولية (الإنجليزية)
- تمارا رادوتشاي على موقع أوليمبيديا (الإنجليزية)
- تمارا رادوتشاي على موقع اللجنة الأولمبية الصربية (الصربية)